# Cavalli (album)
| Recensione | Giudizio |
| ---------- | -------- |
| Ondarock   | 7/10     |
| Rockit     | Misto    |

Cavalli è il primo album in studio dei Fast Animals and Slow Kids, pubblicato il 18 novembre 2011 per Iceforeveryone.

## Descrizione
L'album è stato registrato nel febbraio 2011 da Giulio Favero al Sam Studio di Lari e prodotto da Andrea Appino per la sua etichetta.
Le tracce Cioccolatino, Lei, Pontefice e Mangio sono versioni alternative delle canzoni contenute nell'EP Questo è un cioccolatino (2010).

## Tracce
1. Nervi – 3:10
2. Cioccolatino – 3:07
3. Gusto – 2:34
4. Lei – 3:16
5. Copernico – 3:30
6. Pontefice – 2:46
7. Collina – 2:57
8. Lì – 2:06
9. Mangio – 3:43
10. Organi – 2:11
11. Guerra – 4:47

Durata totale: 34:07
Edizione deluxe
1. Cioccolatino (acustica) – 3:23
2. Lei (acustica) – 3:14
3. Mangio (acustica) – 3:56